# Heidi-Elke Gaugel
Heide-Elke Gaugel, född den 11 juli 1959 i Schönaich, Tyskland, är en västtysk friidrottare inom kortdistanslöpning.
Hon tog OS-brons på 4 x 400 meter vid friidrottstävlingarna 1984 i Los Angeles. 